# 李煦寰
李煦寰（1897年—1989年2月），又名彦和，广东惠州人，中华民国军事及政治人物。，資深大律師李柱銘之父。

## 生平
早年参加了李石曾与蔡元培等人推行的留法勤工俭学，留学法国。是留学法国的中国留学生中少数支持中国国民党者，信仰三民主义。在法国里昂，李彦和曾和支持共产主义的留学生周恩来就政治问题进行争论。后来，在里昂大学获得药剂学博士学位（論文標題為「Contribution à l’étude de dérivés halogénés de l’antipyrine et plus spécialement de la monochlorantipyrine」）。

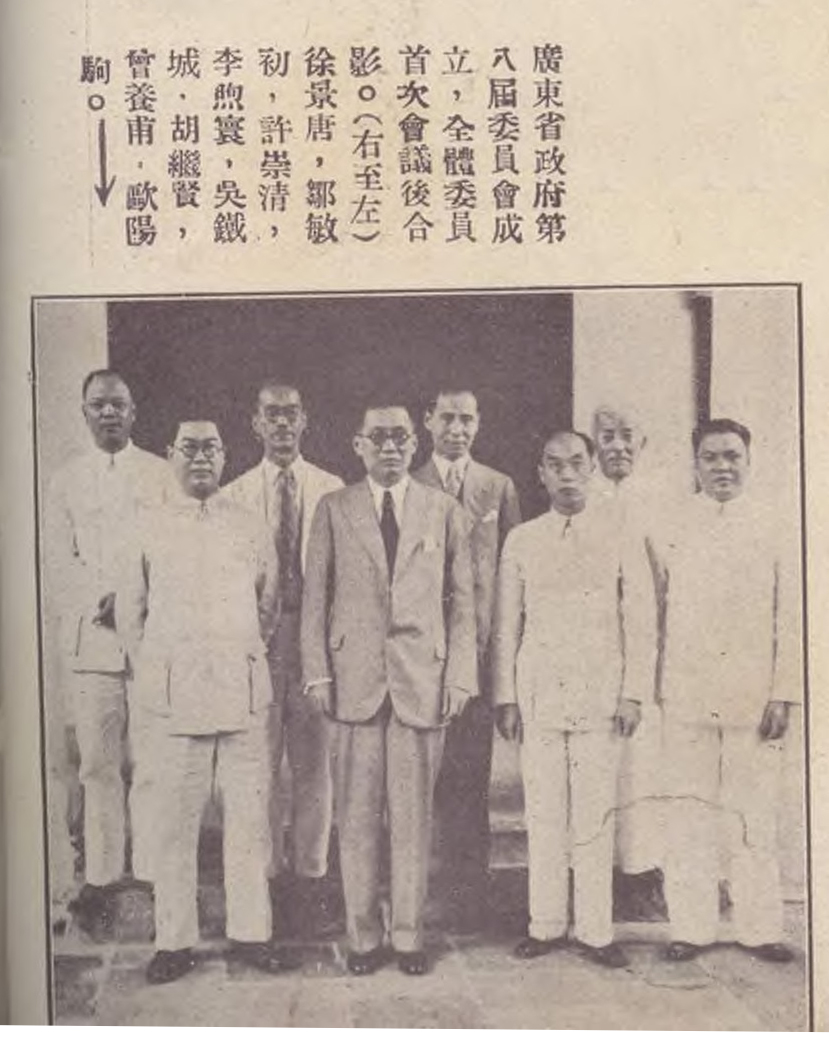
廣東省政府第八屆委員會成立全體委員首次會議後合影。右起徐景唐、鄒敏初、許崇清、李煦寰、吳鐵城、胡繼賢、曾養甫、歐陽駒

归国后，先当药商，后来加入广东同乡兼拜把兄弟余汉谋的军队。据说，曾私下营救过许多中国共产党党员。1936年，广东军政领导人陈济棠密谋反对蒋介石，第十二集团军政治部主任李彦和说服司令余汉谋反对陈济棠，拥护蒋介石。后来，李彦和受到蒋介石召见，并希望其能留南京任职。但最终李彦和还是回到广州，伴随余汉谋。
抗日战争时期，同余汉谋抗日，曾任第七战区政治部主任，获授中将。抗日战争胜利后，蒋介石邀请李彦和出任监察院监察委员。
第二次国共内战末期，未随中华民国政府逃往台湾，他认为中国国民党过于腐败，但他也不相信中国共产党，于是携全家来到香港。他先后在官立文商学院、九龙华仁书院教国文。周恩来多次派人来香港，想邀请李彦和到北京共商国事，为躲避周恩来的邀请而多次搬家。
于1989年在港因食道癌逝世，享年92岁。

## 轶事
《惠州人物志》提到，20世纪二三十年代，国民政府清剿共产党时期，李彦和将军“通水”给很多共产党人，让他们安全撤退。该书指出，李彦和更出钱出力救了很多共产党人。抗日结束，国共内战，李彦和的确参与过与共产党的作战，但是共产党出版的书籍中并没有责怪过李将军这一点。后来，国民政府陷落，李将军没有去台湾，而是去了香港。五十年代，周恩来屡次派人去香港找李彦和将军上京任要职，李都婉拒。那一边台湾的蒋经国也多次遣人联系李将军，但他始终决定要隐于香港。不想再涉入国共政治争执之中。
香港立法会议员李柱铭是李彦和的儿子。李柱铭曾说，他父亲因对国共两党都不满才留港，他父亲认为国民党贪污腐败，又不同意共产党的一些思想。

## 家庭
- 子：李柱铭

## 外部連結
- 李柱銘父親生平 （页面存档备份，存于）